# Opera (zespół muzyczny)
Opera – polski zespół rockowy utworzony w połowie 1986 przez byłych muzyków zespołu Republika.
Grzegorz Ciechowski po rozadzie Republiki uruchomił swój solowy projekt pod nazwą Obywatel G.C., a pozostali członkowie zespołu – gitarzysta Zbigniew Krzywański, basista Paweł Kuczyński i perkusista Sławomir Ciesielski – postanowili nadal grać razem, ale pod nową nazwą. Wokalistą Opery został Sławomir Ciesielski, później próby wokalne z zespołem odbyli także Mariusz Lubomski, Paweł Kukiz i Marek Prusakiewicz. Nieco później do grupy dołączył klawiszowiec Jacek Rodziewicz, a w 1987 wokalistą zespołu został Robert Gawliński. Muzycy w tym składzie zagrali kilka koncertów, m.in. w Hali Olivii i na festiwalu w Jarocinie, a także zarejestrowali nagrania na debiutancką płytę. W nagraniu płyty uczestniczyli również saksofonista Włodzimierz Kiniorski i chórzystki: Beata Sawicka i Lucyna Łączyńska. Materiał ostatecznie nie został wydany ze względu na długotrwały proces produkcji. Nagrania zostały wydane dopiero w 1993 pod nazwą Gawliński/Opera 1987–1988 w związku z sukcesem komercyjnym zespołu Wilki, któremu przewodził Gawliński. W 1993 Gawliński przyznał, że nie podobał mu się materiał studyjny.
Zespół został rozwiązany w 1990 w wyniku sporów pomiędzy Gawlińskim a resztą muzyków. Ciechowski po rozpadzie Opery zaproponował Ciesielskiemu i Krzywańskiemu współpracę w reaktywowanej przez siebie Republice. W 2013 w sprzedaży ukazała się reedycja albumu pt. Gawliński i Opera 1987–1988, która została wydana na nośniku CD.

## Skład zespołu
- Sławomir Ciesielski – śpiew, perkusja
- Mariusz Lubomski – śpiew
- Robert Gawliński – śpiew
- Zbigniew Krzywański – gitara
- Paweł Kuczyński – gitara basowa
- Jacek Rodziewicz – instrumenty klawiszowe

## Dyskografia
- 1988 - składanka Radio nieprzemakalnych - utwór Wracam (sł. Sławomir Wolski, muz. Opera, śpiewa Sławomir Ciesielski)
- 1993 – Gawliński i Opera 1987–1988[2]
- 2013 – Gawliński i Opera 1987–1988 (reedycja kasety z 1993 na nośniku CD[2])

## Notowane utwory
| Rok  | Tytuł utworu   | LP3 | Album                  |
| ---- | -------------- | --- | ---------------------- |
| 1987 | Wracam         | 32  | Radio nieprzemakalnych |
| 1988 | Nieznany brzeg | 12  | -                      |